# 指喧
指喧（ゆびけん）は、コンピュータゲームのエレクトロニック・スポーツ団体、および所属選手による同名の番組である。番組の放送は、動画配信サービス「ニコニコ生放送」「twitch」「OPENREC」を活用している。
正式名称は、「指喧-YUBIKEN-」

## 所属選手
- スーパー三太郎マン
- 吉祥寺ケン
- かりぱく
- -R-
- ☆シン☆
- Kim1234
- だしお
- 志郎
- かわぐぅち
- Jayce the Ace
- 浮き

- アカホシ - 現在は裏方として番組や団体の運営をおこなっている。
- おっぽれ - 同じく現在は番組や団体の運営として携わっている。
- 梨蘭 - 選手ではないが、同名番組においてMCとして参加している。

## 放送時間、内容
現在は、ストリートファイターVを中心として、毎週木曜日21時から放送を行っている。

## メディア掲載記事
- 『ストリートファイターV』国内最速トーナメントリポート――2位入賞を果たした格ゲー好きファミ通編集者が大会を振り返る ファミ通.com 2015年12月24日